# Fundación de Atención a la Niñez
La Fundación de atención a la niñez, conocida por sus siglas (FAN) es una asociación colombiana dedicada a promover el bienestar  de la infancia mediante programas de educación, alimentarios y de desarrollo integral. Centra  sus esfuerzos en Medellín, Antioquia. Se fundó en 1956 como un ente llamado «Casitas de la Providencia» para contrarrestar las malas condiciones de vida de los barrios de escasos recursos y en 2012, la fundación asistió a más de 8000 niños en el área metropolitana.